# Nhớ mùa thu Hà Nội
"Nhớ mùa thu Hà Nội" là bài hát do nhạc sĩ Trịnh Công Sơn sáng tác vào năm 1985. Bài hát được sáng tác vào một đêm say trong khoảng thời gian một tháng nhạc sĩ sống tại Hà Nội, với phần lời sử dụng những hình ảnh đặc trưng của một thủ đô cổ xưa, trầm mặc và thiêng liêng.

## Sáng tác
Mùa thu năm 1985, Trịnh Công Sơn và ba đồng nghiệp được Bộ Văn hóa Liên Xô mời sang thăm nước Liên Xô. Khi trở về Việt Nam, nhạc sĩ ở lại Hà Nội một tháng.
Mỗi sáng, tôi và Thái Bá Vân đi loanh quanh Hà Nội gặp bạn bè. Chiều nào cả hai cũng lên Hồ Tây, nằm bên hồ với chai Ararat, uống lai rai và nhìn bầy sâm cầm đáp xuống – bay lên.— Trịnh Công Sơn

Một buổi tối, Trịnh Công Sơn cùng nhà thơ Dương Tường đến uống rượu ở nhà một người bạn ở khu tập thể Kim Liên cùng với Phạm Tuân. Trong khi Dương Tường chỉ dám nhấp môi thì Trịnh Công Sơn lại uống rất nhiệt tình. Sau buổi nhậu, vì Trịnh Công Sơn bị say nên Dương Tường dìu ông lên xích lô chở về khách sạn Đồng Lợi nằm trên ngã ba đường Lê Duẩn với phố Lý Thường Kiệt, Hoàn Kiếm. Dương Tường ở lại khách sạn và ngủ cùng Trịnh Công Sơn, nhưng nửa đêm tỉnh dậy ông thấy Trịnh Công Sơn đang ngồi viết "Nhớ mùa thu Hà Nội".

## Chủ đề
Theo Anh Mai của VnExpress, "Nhớ mùa thu Hà Nội" ra đời trong một tháng "gặp gỡ" của những tâm hồn đồng điệu. Bài hát lấy cảm hứng chủ đạo là "nỗi nhớ, khi tình yêu giữa đất và người vừa chớm nở đã phải chia xa", đồng thời "làm người đi xa không khỏi xốn xang, người ở gần không khỏi bồi hồi vào những buổi sớm heo may trong lòng thành phố". Bài hát được Trịnh Công Sơn đưa vào những hình ảnh đặc trưng của Hà Nội xưa, bao gồm cây cơm nguội vàng, cây bàng lá đỏ, phố xưa nhà cổ, mái ngói thâm nâu, vốn được coi là biểu tượng của một thủ đô cổ xưa, trầm mặc, thiêng liêng, hiển hiện trong tâm trí người yêu Hà Nội như tranh phố Phái, như cốm làng Vòng, hay những con đường mang hương hoa sữa nồng nàn tháng 10.

## Thể hiện

### Thu âm
"Nhớ mùa thu Hà Nội" được thể hiện bởi nhiều ca sĩ khác nhau, trong đó có thể kể đến Hồng Nhung và Khánh Ly, trong đó bản thu âm của Hồng Nhung được coi là bản thu thành công nhất. Hồng Nhung thu âm ca khúc với các phiên bản khác nhau trong album phòng thu Đoản khúc thu Hà Nội (1997), Bống là ai? (2023) và album tổng hợp Một chiều thu (2022). Thu Phương thu âm ca khúc với tên gọi "Mùa thu Hà Nội" trong album tổng hợp Những tình khúc "Thương về Hà Nội": Năm cửa ô xưa (1997) và album solo thứ mười một Hà Nội và tôi (2012) .

### Biểu diễn trực tiếp
Cuối năm 2023, "Nhớ mùa thu Hà Nội" được dàn nhạc giao hưởng trình diễn trong buổi biểu diễn Hà Nội Concert – Nỗi nhớ mùa thu của Đài Phát thanh - Truyền hình Hà Nội.

## Đón nhận
Một số hình ảnh đặc trưng về Hà Nội được nhạc sĩ đưa vào bài hát gây ra nhiều tranh cãi. Hình ảnh "cốm sữa vỉa hè" được những người Hà Nội thắc mắc về sự tồn tại của "cốm sữa", là tên một loại cốm hay là món ăn cốm với sữa của người Hà Nội ngày trước. Nhạc sĩ Đoàn Bổng thì cho rằng bài hát này có những ca từ "mâu thuẫn" khi mang câu hát "trời thu Hà Nội trả lời cho tôi", vì theo ông, "mùa thu Hà Nội tượng trưng cho mùa thu cách mạng. Vậy nói mùa thu Hà Nội trả lời là trả lời cái gì?".